# 魔豆奇伝パンダリアン
『魔豆奇伝パンダリアン』（まとうきでんパンダリアン）は、2005年にANIMAX・TOKYO MX・BSフジで放送された日本のテレビアニメ。

## 概要
台湾の電視豆股份有限公司 (TVbean) 原作をベースとしている。アニメ化はプラネットエンターテイメント東京国際アニメフェアで発掘し、フジクリエイティブコーポレーションが参画し台湾との共同制作が実現した。アニメスタジオは東京に置き、制作期間中は台湾からもスタッフが常駐していた。

## ストーリー
パンダリアンとはパンダが進化した生物とされ、宇宙に浮かぶドーナッツ形の惑星「カロン星」に住む。そんな平和なカロン星を征服すべく、欲望豆と権力の杖を手に入れた暗黒の魔王オーディが豆の魔力を使って世界征服をたくらんでいた。
その動きを察知した妖精界の王様パンオーが、妖精ティムに救世主を探す使命を与えてカロン星へと派遣したのだが、途中事故が起こり、カロン星のビーン島に墜落してしまう。そんなティムを助けたのが、主人公のパンダリアンである少年トビー。トビーと仲間たちはティムを助け、伝説の7つの魔法の豆を巡って魔王オーディとその手下のズッコケキンキラ兄弟との対決を繰り返していく。

## キャラクター
トビー
声 - 小林由美子
光の豆の勇者。15歳、エキシ村出身で額の絆創膏がトレドマークの少年。楽天的行動派。実直で好奇心が強い。泳げない（浮くことはできる）。
クール
声 - 朴璐美
欲望の豆の勇者。15歳、ある大手會社の息子。自尊心が強く、カッコ良さが自慢。メカに強く発明の天才。オーディに攫われ、真魔王ルークとして覚醒。
ラブ
声 - 川瀬晶子
愛の豆の勇者。15歳、カロンテレビ局の社長令嬢。優しい心の持ち主で、正義感が強い。
オスカー
声 - 中國卓郎
元気の豆の勇者。30歳、カロンテレビ局のディレクター。「カメラを回せ～」が口癖で、いつもスクープを探している。デリカシーに欠ける。100mのタイムは24秒57。ビンゴのことが好きになってしまうが、年齢設定上、ちょっとヤバい感じ。
マックス
声 - 長嶝高士
美食の豆の勇者。30歳、カロンテレビ局のコックさん。お人好しで食いしん坊。オスカーにカメラマンをやらされている。
ビンゴ
声 - 小林晃子
運動の豆の勇者。コンゴの双子の姉。15歳。スポーツキングダムの住人で運動が得意。武術の達人でもある。冷靜沈著で身のこなしが素早く、100mを6秒37で走破する。弟がいるせいか、年齢の割に大人びている。何故かオスカーのことが気になっている様子。口が悪い。
コンゴ
声 - 川津泰彦
運動の豆の勇者。ビンゴの双子の弟。15歳。二人ともスポーツキングダムの住人で運動が得意。武術の達人でもある。心優しく怪力の持ち主。
ヤミィ
声 - 鈴木菜穂子
知恵の豆の勇者。知恵村の長老。老婆（透明バリアー內では赤ん坊の姿）。年齢不詳。賢く、真実を見抜く力を持つ。治愈能力も持っている。知恵の森から力を得ているバリアーに包まれているが、このバリアーがないと死んでしまう。語尾は「～でしゅ」。
ティム
声 - 小林恵美
パンオーの娘（妖精）。トビー以外の人には声は聞こえるが姿は見えない（実はトビーの耳に隠している）。
ディディ
声 - 小林晃子
トウモロコシ畑の恐竜。光の豆を飲み込んでしまったことから、魔王の手下に狙われている。口から炎を吐く。
オーディ
声 - 長嶝高士
暗黒の魔王。欲望豆と権力の杖を手に入れ、豆の魔力を使って虎視眈々と世界征服を狙っていたが、覚醒した真魔王ルークによって小さくされてしまった。語尾は「～だっちゅ」。ポテトチップスが大好物。
ゴールド
声 - 西村知道
魔王の手下。ゴールド大好き金色パンダ。シルバーとコンビを組んでいて、キンキラ兄弟と呼ばれている。
シルバー
声 - 高木渉
魔王の手下。シルバー大好き銀色パンダ。女言葉を使っているが性別は不明。
ガルー
声 - 柴田秀勝
魔王の手下。オーディが欲望豆の魔力で作り出せた化け物。
パンオー
声 - 高木渉
妖精界の王様、ティムの父。娘のティムに救世主を見つけてカロン星を救う使命を与え、地上界に遣わす。
ライラ
声 - 鈴木菜穂子
妖精界の妃様、ティムの母。
アビー
声 - 小林ゆう
ユビー
声 - 比嘉久美子

## スタッフ
- 原作 - TVbean
- 監督 - 大庭秀昭
- シリーズ構成 - 園田英樹
- オリジナルキャラクターデザイン - Jenny Wu、古建平
- キャラクター監修 - 苑江高成
- 総作画監督 - 阿部和彦
- メカニックデザイン - 峰岸達実
- 美術監督 - 串田達也
- 色彩設計 - 大嶋三香子
- 撮影監督 - 今泉秀樹、箭内光一
- 音楽 - 亀山耕一郎
- 音響監督 - 小林克良
- エグゼクティブプロデューサー - 張水江、相原英雄、伊藤道弘、近藤宏
- プロデューサー - こんひろし、唐智超、園部幸夫
- アニメーション制作 - スタジオ九魔
- 企画・制作 - PLANET
- 製作 - TVbean、FCC、PLANET
- 「パンダリアン」プロジェクト - TVbean（台湾）、フジクリエイティブコーポレーション、プラネット、FUNimation Productions（アメリカ）、Nelvana（カナダ）、ポニーキャニオン、animation international（香港）

## 主題歌
オープニングテーマ「楽しいこと考えよう」
作詞・作曲・歌 - EPO / 編曲 - 野見祐二
エンディングテーマ「Friends」
作詞・作曲・歌 - EPO / 編曲 - LONESOME STRINGS

## 放映リスト
| 話数 | サブタイトル                     | 脚本              | 絵コンテ            | 演出       | 作画監督                | 放映日        |
| ---- | -------------------------------- | ----------------- | ------------------- | ---------- | ----------------------- | ------------- |
| 1    | ぼくたちパンダリアン!            | 園田英樹          | 大庭秀昭            | 大庭秀昭   | Kim Il Bae              | 2005年 1月8日 |
| 2    | 救世主ってなに!?                 | 園田英樹          | 大庭秀昭            | 中川聡     | Kim Il Bae              | 1月15日       |
| 3    | TV局で初デート                   | 長谷川菜穂子      | 篠崎康行            | 篠崎康行   | Kim Il Bae              | 1月22日       |
| 4    | ライバルは発明家                 | 長谷川菜穂子      | 吉本毅              | 吉本毅     | Kim Il Bae              | 1月29日       |
| 5    | 入社試験は超（スーパー）レース!? | 岡崎純子          | 増田敏彦            | 小林哲也   | 岡辰也                  | 2月5日        |
| 6    | 新人はつらいよ〜                 | 岡崎純子          | 吉本毅              | 吉本毅     | Kim Il Bae              | 2月12日       |
| 7    | 参上!? パンダーマン              | 園田英樹          | 大宅光子            | 佐土原武之 | Choi Kyoung Suk         | 2月19日       |
| 8    | くいしんぼうバンザイ!            | 園田英樹          | 篠崎康行            | 篠崎康行   | Kim Il Bae              | 2月26日       |
| 9    | 地底王国の謎                     | 長谷川菜穂子      | 鴫野彰              | 小林哲也   | 岡辰也                  | 3月5日        |
| 10   | まだ?! 地底王国の謎              | 長谷川菜穂子      | 吉本毅              | 吉本毅     | Kim Il Bae              | 3月12日       |
| 11   | 欲望豆の秘密                     | 園田英樹 木滝りま | 大庭秀昭            | 佐土原武之 | こびらはじめ            | 3月19日       |
| 12   | 怪物アクダと不思議な双子         | 園田英樹 木滝りま | 吉本毅              | 吉本毅     | Kim Il Bae              | 3月26日       |
| 13   | 海の果ての向こう側               | 岡崎純子          | 鴫野彰              | 小林哲也   | 岡辰也                  | 4月2日        |
| 14   | 知恵の豆の森                     | 園田英樹 木滝りま | 吉本毅              | 吉本毅     | Kim Il Bae              | 4月9日        |
| 15   | 海の底の再会                     | 岡崎純子          | 大庭秀昭            | 近橋伸隆   | 山南京 牛島勇二         | 4月16日       |
| 16   | 決戦! トビー対コンゴ             | 長谷川菜穂子      | 大庭秀昭 佐土原武之 | 佐土原武之 | Kim Il Bae              | 4月23日       |
| 17   | 逆襲! 美食城の魔王               | 園田英樹 木滝りま | 鴫野彰              | 小林哲也   | こびらはじめ            | 5月7日        |
| 18   | 美食城を救え!                    | 園田英樹 木滝りま | 吉本毅              | 吉本毅     | 高木信一郎              | 5月14日       |
| 19   | 氷の谷の女王                     | 岡崎純子          | 篠崎康行            | 篠崎康行   | 岡辰也                  | 5月21日       |
| 20   | 凍りついた心を救え               | 岡崎純子          | 牧野行洋            | 牧野行洋   | Kim Il Bae              | 5月28日       |
| 21   | さよなら?! ティム                | 園田英樹 木滝りま | 大庭秀昭            | 大庭秀昭   | Jun Jong Min            | 6月4日        |
| 22   | 闇の豆の真実                     | 長谷川菜穂子      | 吉本毅              | 吉本毅     | Kim Il Bae              | 6月11日       |
| 23   | 帰ってきたクール                 | 園田英樹 木滝りま | 鴫野彰              | 鴫野彰     | こびらはじめ            | 6月18日       |
| 24   | 突入! 暗闇城                     | 岡崎純子          | 牧野行洋            | 牧野行洋   | Kim Il Bae              | 6月25日       |
| 25   | 激闘トビーVSルーク               | 園田英樹          | 大庭秀昭            | 近橋伸隆   | 飯野利明                | 7月2日        |
| 26   | 七つの豆が集まる時               | 園田英樹          | 大庭秀昭            | 大庭秀昭   | Kim Il Bae Jun Jong Min | 7月9日        |

## 放送局
| 放送地域 | 放送局       | 放送期間                      | 放送日時           | 放送系列       | 備考             |
| -------- | ------------ | ----------------------------- | ------------------ | -------------- | ---------------- |
| 日本全域 | アニマックス | 2005年1月8日 - 7月9日         | 土曜 7:30 - 8:00   | CSチャンネル   |                  |
| 東京都   | TOKYO MX     | 2005年4月2日 - 10月1日        | 土曜 17:00 - 17:30 | 独立UHF局      |                  |
| 日本全域 | BSフジ       | 2005年10月7日 - 2006年3月31日 | 金曜 19:30 - 19:55 | BSデジタル放送 | リピート放送あり |